# Soarele subteran
Soarele subteran (1979) (engleză Renaissance) este un roman science fiction al scriitorului A. E. van Vogt.

## Intriga
Pământul a ajuns sub stăpânirea blajinilor extratereștri utt, care au ajuns la concluzia că problemele omenirii sunt cauzate de bărbați. În consecință, ei provoacă miopia tuturor bărbaților și îi obligă să poarte ochelari chimici, care îi transformă în ființe pașnice și supuse.
Fizicianul Peter Grayson are un accident în timpul căruia ochelarii îi sunt afectați și, treptat, conștiința masculină se trezește în el. Evenimentele se precipită și, după ce este contactat de un grup care se autointitulează Revoluția, Grayson este arestat. El este închis într-o închisoare subterană în care soarele albastru al planetei utt-ilor este legat printr-o tehnologie necunoscută de planeta Pământ, iar acolo își dă seama că nu dorește nici să mai rămână supus în fața condiționării utt, nici să lupte de partea Revoluției prost organizate.
Folosindu-și cunoștințele de fizică, el evadează din închisoarea subterană și ajunge la stația orbitală care îi permite să stabilească legătura cu utt-ii și cu servitorii acestora, orsoliții, posesori ai unor tehnologii nemaivăzute. Deși aflat aparent în dezavantaj, Grayson reușește să negocieze niște condiții favorabile pentru Pământ și locuitorii acestora.

## Titlul romanului
Titlul de lucru al manuscrisului a fost Indian Summer of a Pair of Spectacles, el fiind modificat înaintea publicării. Cu toate acestea, traducerea în limba franceză a păstrat acest titlu, romanul apărând ca L'été indien d'une paire de lunettes. Similar, traducerea românească apărută la editura Vremea precizează ca titlu original numele de lucru al romanului, anume Indian Summer of a Pair of Spectacles.
Primele cinci capitole ale romanului au apărut în numărul din iunie/iulie 1979 al revistei Galaxy cu titlul Femworld: Before the Revolution.